# Улугшуркуль
Улугшурку́ль (узб. Ulugʻshoʻrkoʻl/Улуғшўркўл), Уллышорку́ль (узб. Ullishoʻrkoʻl/Уллишўркўл, туркм. Ulyşorköl), Шурку́ль (узб. Shoʻrkoʻl/Шўркўл) — солёное озеро в Хорезмской области Узбекистана и Дашогузском велаяте Туркменистана.

## Географическое описание
Озеро Улугшкуркуль лежит на границе Узбекистана (Хорезмская область, Янгиарыкский район), которому принадлежит в северной части, и Туркменистана (Дашогузский велаят), которому принадлежит в южной части. Оно расположено в 14 км к юго-востоку от города Хивы и в 6 км к югу от кишлака Чигирчи.
Улугшуркуль имеет форму, близкую к треугольнику, вытянутому с севера на юг, постепенно сужаясь к югу. По данным «Национальной энциклопедии Узбекистана», озеро имеет протяжённость в 16 км, ширину в северной части, равную 4 км, и площадь в 14,8 км². Согласно этой же энциклопедии, водоём лежит на высоте 86 м, по данным топографических карт Генштаба — около 100 м над уровнем моря. Следует отметить, что береговая линия Улугшуркуля непостоянна. С юга, запада и востока озеро окружено барханными песками Заунгузских Каракумов.
Вода Улугшуркуля является солёной.
Через северную часть водоёма проходит Озёрный коллектор Дружба, соединяющий его на северо-востоке с озером Бурятапкуль. Озеро питается за счёт поступления воды по этому каналу. С севера оно также подпитывается сбросовыми водами, поступающими от орошения полей. Идея проведения коллектора возникла из-за несбалансированного отношения между притоком и испарением воды в различных озёрах Хорезмского региона, куда поступали возвратные воды: часть водоёмов иссыхала, тогда как другая часть переполнялась. 1-я очередь озёрно-уравнительного коллектора была проведена от Донгузкуля до Улугшуркуля в 1954 году; 2-я очередь коллектора на участке Улугшуркуль — Шихкуль пущена в 1957 году. Однако слабое испарение в озёрах привело в результате к их катастрофическому наполнению и выходу из строя построенных ранее коллекторов. В 1959 году совместными усилиями Узбекской ССР и Туркменской ССР началось строительство Большого озёрного коллектора имени Дружбы народов, решившего мелиоративные проблемы.

## Хозяйственное использование
На озере ведет деятельность Хорезмское рыбоводческое хозяйство.
Улугшуркуль имеет рекреационную ценность.